# Díavlos Thásou
Díavlos Thásou är sundet i Thrakiska sjön mellan ön Thasos och grekiska fastlandet, strax söder om floden Nestos mynning. Det ligger i prefekturen Nomós Kaválas och regionen Östra Makedonien och Thrakien, i nordöstra Grekland.